# غريزة (فلم)
فطرة (بالإنجليزية: Instinct) هو فيلم أنتج عام 1999, من بطولة انتوني هوبكنز، وكوبا غودينغ جونيور.

## وصلات خارجية
- غريزة على موقع IMDb (الإنجليزية)
- غريزة على موقع ميتاكريتيك (الإنجليزية)
- غريزة على موقع روتن توميتوز (الإنجليزية)
- غريزة على موقع نتفليكس (الإنجليزية)
- غريزة على موقع قاعدة بيانات الأفلام العربية
- غريزة على موقع ألو سيني (الفرنسية)
- غريزة على موقع Turner Classic Movies (الإنجليزية)
- غريزة على موقع أول موفي (الإنجليزية)
- غريزة على موقع بوكس أوفيس موجو (الإنجليزية)
- غريزة على موقع فيلمافينيتي (الإسبانية)